# Факкетти, Джачинто
Джачи́нто Факке́тти (итал. Giacinto Facchetti; 18 июля 1942, Тревильо — 4 сентября 2006, Милан) — итальянский футболист, защитник. Был одним из первых игроков обороны, который регулярно подключался к атаке. Входит в 10-ку лидеров по количеству матчей за сборную Италии (на момент завершения карьеры в 1978 году занимал первое место по этому показателю).

## Биография
Родился 18 июля в 1942 году в провинциальном городке Тревильо расположенному неподалёку от Бергамо. Свои первые шаги в футболе сделал в любительской команде «Занконти», откуда вскоре перешёл в «Тревильезе». В этих клубах выступал в качестве нападающего. Талант Джачинто разглядел тренер неррадзури Эленио Эррера, который и пригласил 18-летнего паренька в свою команду. Факкетти дебютировал в составе миланского «Интера» в сезоне 1960/61 21 мая в гостевом матче против «Ромы» (2:0). Попав в «Интер», Джачинто, оставаясь преданным клубу, провел в нём всю свою карьеру, завершил которую в 1978 году. В общей сложности за миланцев он отыграл 634 официальных матча в которых забил 75 мячей. Джачинто Факкетти был одним из тех игроков «Интера» которые писали «золотую эпоху» в истории клуба. В составе клуба он дважды подряд завоёвывал Кубок европейских чемпионов и Межконтинентальный кубок. Четырежды Факкетти завоёвывал «скудетто» и однажды — Кубок Италии.

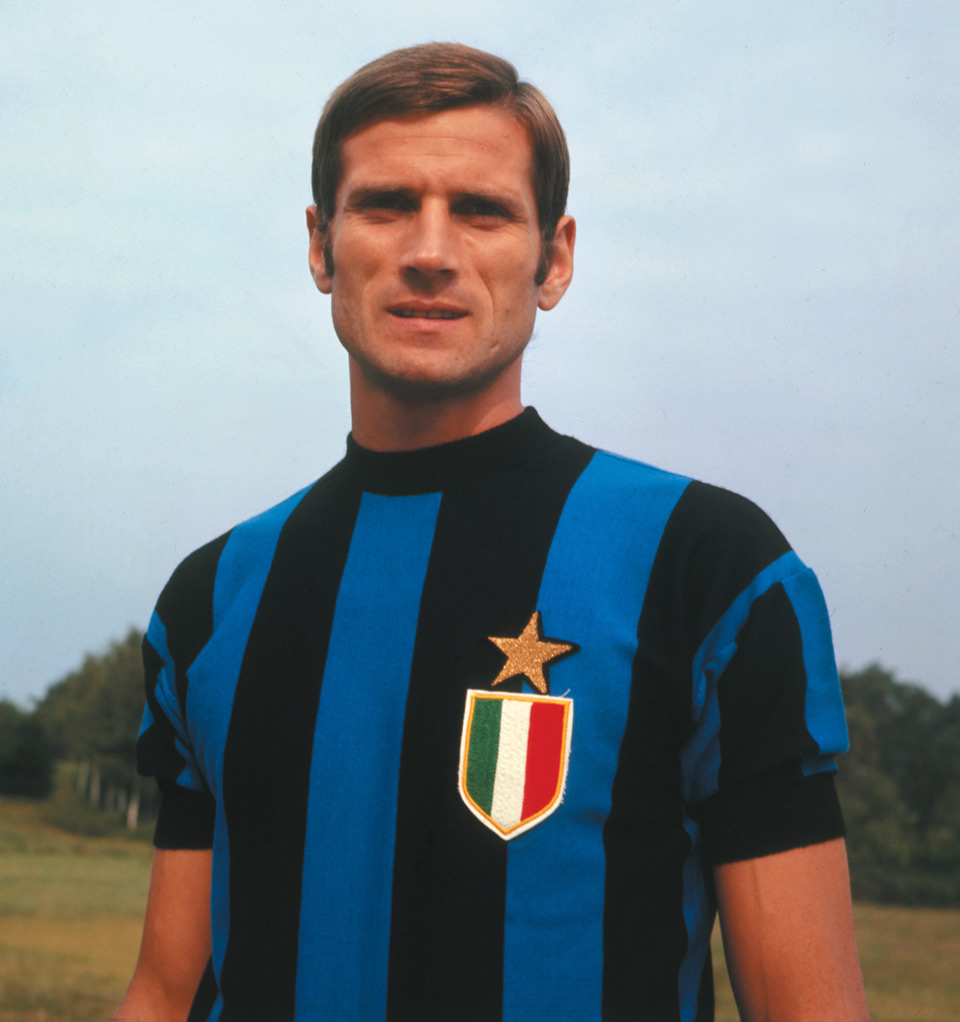
Факкетти в составе «Интера»

Факкетти с одинаковым успехом играл на позиции левого и центрального защитника. Его фланговые подключения к атаке всегда представляли опасность для соперников. Он был одним из первых игроков обороны, который регулярно подключался к атаке. Играя на позициях защитника Джачинто был абсолютно не грубым игроком, которого болельщики запомнили как джентльмена, никогда не атаковавшего нападающего сзади. За всю свою карьеру Факкетти был удален с поля лишь однажды и то из-за того, что позволил себе саркастические аплодисменты в адрес принявшего спорное решение арбитра
В сборной защитник «Интера» дебютировал 23 марта 1963 года в Стамбуле в матче против Турции (1:0). Всего Факкетти сыграл за «скуадру адзурру» 94 матча в 70 из которых выходил на поле с капитанской повязкой. Достижение это долгое время оставалось рекордом, пока его не превзошли Дино Дзофф, Паоло Мальдини и Фабио Каннаваро. Джачинто Факкетти играл за Италию на трёх первенствах мира и в 1970 году получил титул вице-чемпиона планеты, а двумя годами ранее на первенстве Европы 1968 года он в составе национальной сборной стал чемпионом.
По окончании карьеры футболиста Джачинто остался в родном клубе где в разное время занимал различные должности: технического директора, члена правления, официального представителя на различного рода международных форумах, вице-президента. Незадолго до своей смерти Факкетти в январе 2004 года становится президентом «Интера» вместо сложившего с себя президентские полномочия владельца команды Массимо Моратти. Проработав в новой должности около полутора лет, 4 сентября 2006 года легенда нерадзурри оставив жену и четырёх детей умирает от рака. Спустя 3 дня после смерти руководство миланского «Интера» в знак признательности легендарному игроку клуба навечно закрепило за ним футболку с третьим номером, а федерация футбола Италии начиная с сезона 2006/07 назвала именем Джачинто Факкетти проводящийся почти полвека чемпионат молодёжных команд серий А и В, участие в котором принимают футболисты до 20 лет.

## Достижения

### Командные
- Чемпион Европы 1968
- Вице-чемпион мира 1970
- Четырёхкратный чемпион Италии 1963, 1965, 1966, 1971
- Победитель Кубка Чемпионов 1964, 1965
- Победитель Межконтинентального кубка 1964, 1965

### Личные
- Входит в состав символической сборной по итогам чемпионата Европы по версии УЕФА: 1968
- Член символической сборной чемпионата мира 1970
- Президентская премия ФИФА: 2006
- Golden Foot: 2006 (в номинации «Легенды футбола»)
- Введён в Зал славы итальянского футбола: 2015
- Введён в зал славы миланского «Интера»
- Включен в список ФИФА 100
- Включён в список величайших футболистов XX века по версии World Soccer